# Schloss Durtal

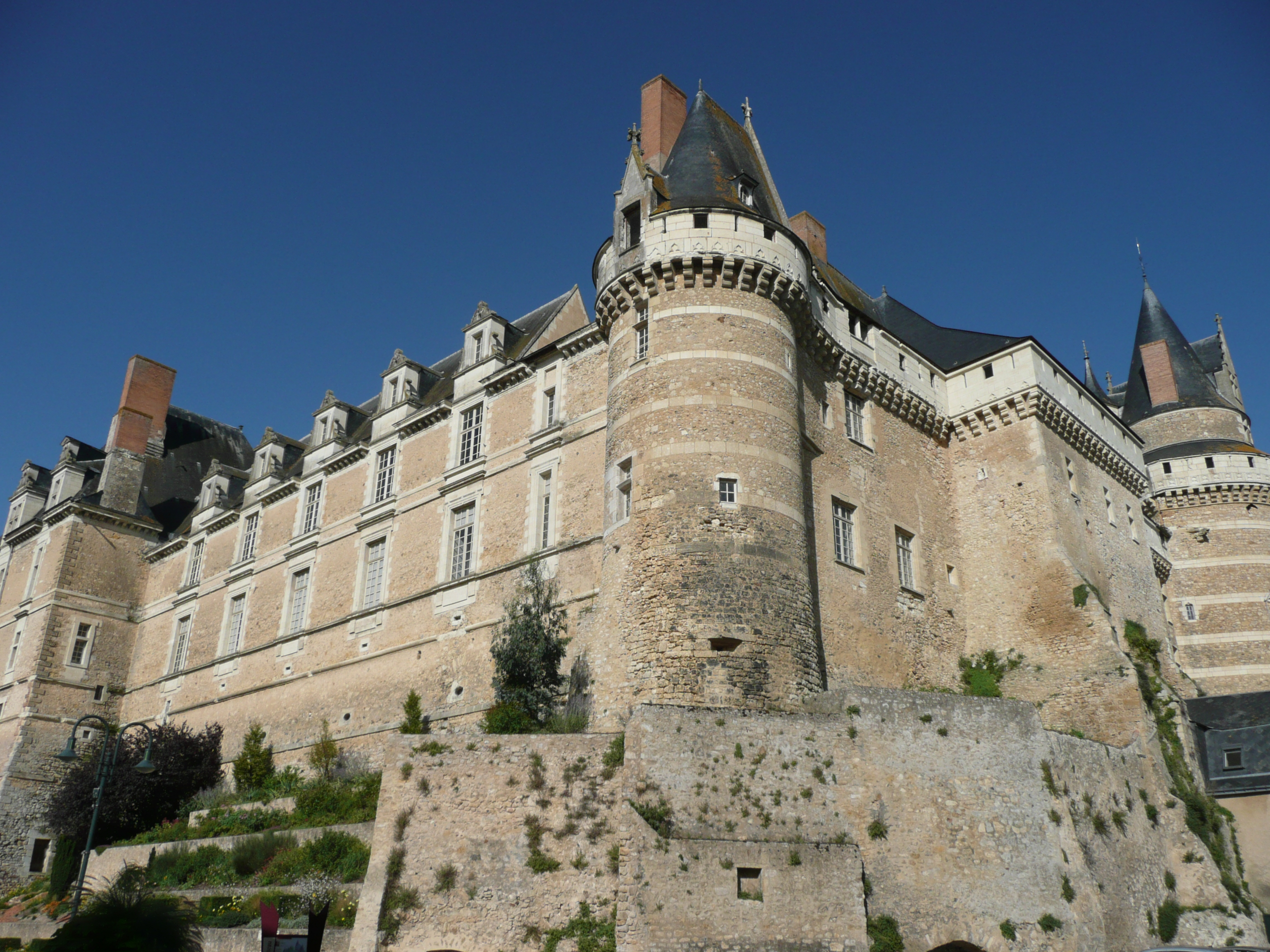
Schloss Durtal – Südfront längs der Loir

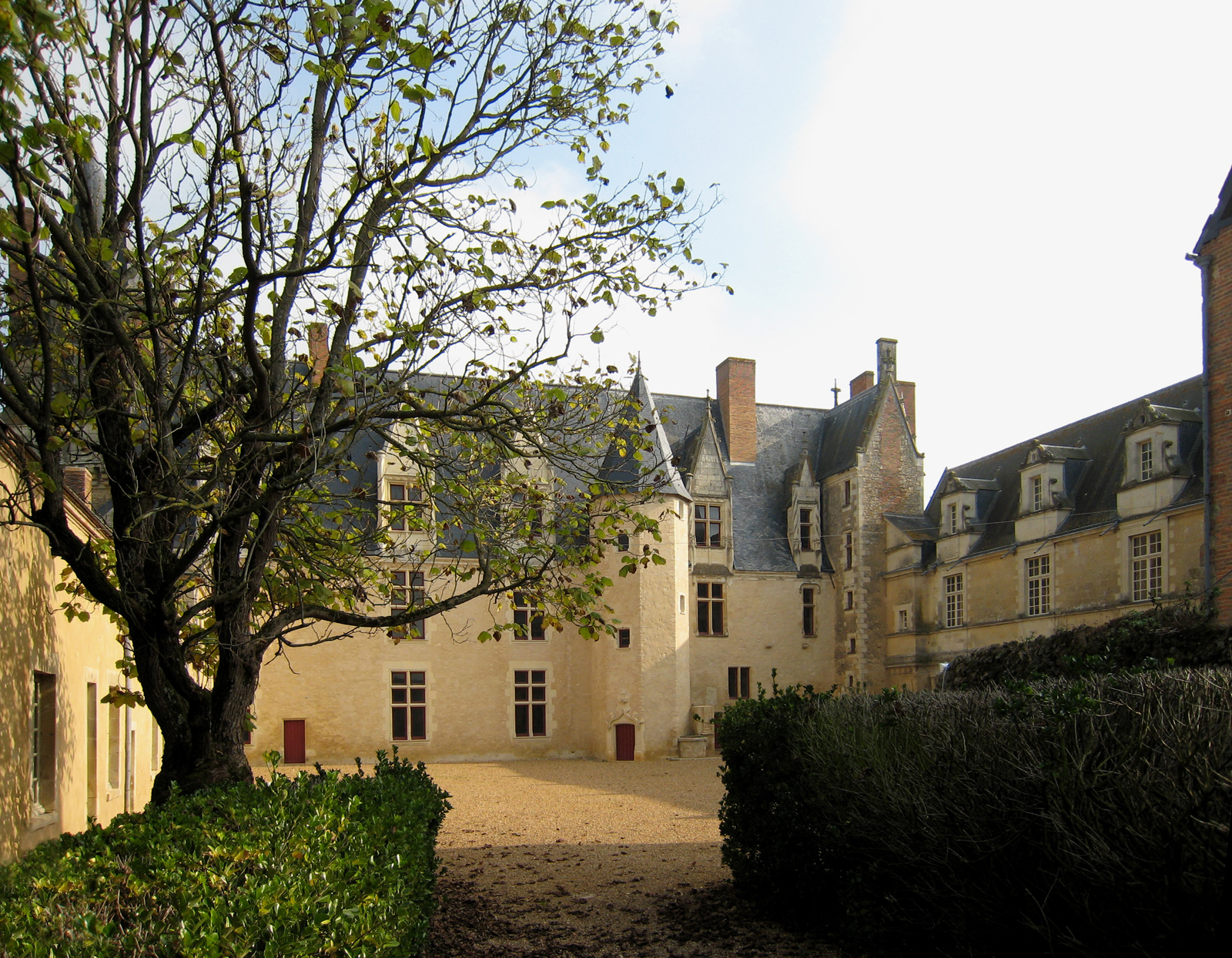
Hofseite des gotischen Ostflügels

Schloss Durtal liegt in der Stadt Durtal im Département Maine-et-Loire in der Region Pays de la Loire in Frankreich.
Die erste Burganlage an dem strategisch günstigen Platz am Rande des Loirtals wurde von Fulko Nerra Anfang des 11. Jahrhunderts errichtet. Ihre Aufgabe war, die Stadt Angers zu schützen. Das Schloss von heute ist das Ergebnis etlicher im 15. bis 17. Jahrhundert durchgeführter Umbauten und Erweiterungen. Eine umfassende Erneuerung erfuhr die Schlossanlage im 16. Jahrhundert, als die Stadt durch den Aufstieg des Schlossherren, François de Scépeaux, zum Marschall von Frankreich bedeutende Impulse erhielt und ab 1564 Sitz einer Grafschaft war. In dieser Zeit traf sich auf Schloss Durtal der französische Hochadel bis hin zu Heinrich II., Karl IX. und Katharina von Medici.
Der im 15. Jahrhundert errichtete Ostflügel des herrschaftlichen Bauwerkes wird von Rundtürmen mit Pechnasen und Kegeldächern flankiert. Der höchste Turm, der Donjon, hat fünf Stockwerke und bietet einen Ausblick auf das Loirtal. Im Südflügel aus dem 16. Jahrhundert befindet sich oberhalb des Flusses die mit Gemälden geschmückte Renaissancegalerie. Im Stil der französischen Klassik des 17. Jahrhunderts zeigt sich der große Schomberg-Pavillon; seine Linien werden durch Bänder, Seilschmuck und Bossenwerk betont.